# تشاك تراينور
تشارلز إيفريت تراينور (بالإنجليزية: Chuck Traynor)‏(21 أغسطس 1937 – 22 يوليو 2002) ممثل، ورجل أعمال، ووكيل مواهب أمريكي، اشتهر بشكل خاص بدعمه لمسيرة نجمات الأفلام الإباحية ليندا لوفليس ومارلين تشامبرز، اللتين كانتا متزوجتين منه أيضًا. ذكرت لوفليس في سيرتها الذاتية "Ordeal" (1980) أن تراينور كان مسيئًا خلال زواجهما، حيث كان يهددها ويجبرها على أداء دورها في الفيلم الإباحي الشهير "Deep Throat" (1972).

## حياته
ولد تشاك تراينور يوم 21 أغسطس 1937 في مدينة لوس انجلوس بولاية كاليفورنيا الأمريكية.
كان تراينور شخصية ثانوية في صناعة الأفلام الإباحية المبكرة على الساحل الشرقي للولايات المتحدة، وظهر في عدد من الأفلام القصيرة في أوائل السبعينيات، عادةً مع زوجته آنذاك ليندا لوفليس. كما كان مدير إنتاج فيلم "Deep Throat" عام 1972.

### زواجه الأول
وفي عام 1971 تزوج تشاك من الممثلة الإباحية الراحلة ليندا لوفليس (Linda Loveless) ولقد كان السبب المباشر في دخولها مجال الإباحية بل أجبرها عن طريق الضرب والتعذيب لدرجة أنه كان يهددها بمسدسه وكان يجبرها على ممارسة الجنس مع رجال آخرين مقابل المال، كانت عندما ترفض يقوم بتحريض رجاله بأن يغتصبوها . وكان هو مدير الإنتاج لفيلمها الإباحي الشهير Deep Throat سنة 1972 ؛ كان يفخر دائماً بقوله :(أنا الذي صنعت ليندا لوفليس). وفي سنة 1974 تم الطلاق بينهم.

### زواجه الثاني
وفي سنة 1975 تزوج تشاك من الممثلة الإباحية الراحلة مارلين تشامبرز (Marilyn Champers) وهنا كان الوضع مختلف لأنها كانت دخلت في مجال الإباحية من قبل زواجهم وقد سبق أن عمل معها عندما كان مدير الإنتاج لفيلمها الإباحي الشهير وراء الباب الاخضر (Behind the Green Door) سنة 1972 . وفي سنة 1985 تم الطلاق بينهم.

## وفاته
توفي تراينور في 22 يوليو 2002 في تشاتسورث، كاليفورنيا عن عمر يناهز 64 عامًا إثر نوبة قلبية بعد ثلاثة أشهر من وفاة لوفليس بسبب إصابات بليغة وإصابات داخلية ناجمة عن حادث سيارة في كولورادو.

## روابط خارجية
- تشاك تراينور على موقع IMDb (الإنجليزية)
- تشاك تراينور على موقع قاعدة بيانات الفيلم (الإنجليزية)